# Sparjebird
Sparjebird (Fries: Sparjeburd) is een buurtschap in de gemeente Opsterland, in de Nederlandse provincie Friesland. Het ligt ten zuiden van Drachten, tussen Hemrik en Wijnjewoude.
De buurtschap valt grotendeels onder Hemrik en klein deel valt onder Wijnjewoude. Het zuidelijke punt begint bij de Opsterlandse Compagnonsvaart, bij de buurtschap Wijnjeterpverlaat. De kern van de buurtschap ligt aan de Binnenwei. De Spangeburd loopt daarna door tot Poasen, soms wordt ook de bewoning aan die straat bij de buurtschap gerekend.
Tijdens de Tweede Wereldoorlog was in Sparjebird aan de Poostweg kamp 113 van de Nederlandse Arbeidsdienst (NAD) gevestigd: Kamp Hemrik Zuid. Na de oorlog werd het een interneringskamp voor NSB'ers, collaborateurs, moffenmeiden en kinderen van 'foute' ouders, die heropgevoed moesten worden.
In de buurtschap is ook het Speelbos Sparjebird gelegen. 
Dorpen: Bakkeveen · Beetsterzwaag · Drachten-Azeven · Frieschepalen · Gorredijk · Hemrik · Jonkersland · Langezwaag · Lippenhuizen · Luxwoude · Nij Beets · Olterterp · Siegerswoude · Terwispel · Tijnje · Ureterp · Waskemeer (klein deel) · Wijnjewoude

Buurtschappen: Allardsoog (deels) · Haneburen · Hanebuurt · Heidehuizen · Hemrikerverlaat · Klein Groningen · Kooibos · Kortezwaag · Moskou (deels) · Nieuwe Vaart · Oosterend · Oud Beets · Petersburg (deels) · Rolbrug · Selmien · Sparjebird · Uilesprong · Ureterp aan de Vaart · Voorwerk · Vosseburen · Welgelegen (deels) · Wijngaarden · Wijnjeterpverlaat

Friesland: Steden en dorpen      Nederland: Provincies · Gemeenten